# Test (rivier)

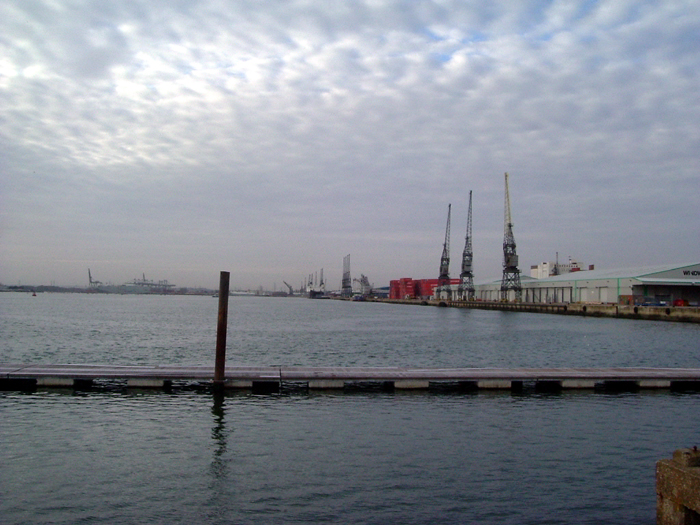
Test

De Test is een rivier in het Engelse Hampshire. Zij is 64 km lang, ontspringt nabij Basingstoke en mondt uit in Southampton Water. De rivier is wereldwijd bekend om zijn forellen van uitstekende kwaliteit.